# 沙坪街道 (宜宾市)
沙坪街道，是中华人民共和国四川省宜宾市翠屏区下辖的一个乡镇级行政单位
2019年8月，撤销南溪区石鼓乡，将其所属行政区域划归翠屏区沙坪街道管辖。
2019年8月23日，宜宾市人民政府批复同意将沙坪街道办事处管辖的构庄社区、白顺社区、龙顺社区、石岗社区、新路村、白利村、高丰村划归白沙湾街道办事处管辖。

## 行政区划
沙坪街道下辖以下地区：
志城社区、石鼓社区、港园社区、新村社区、三江社区、火花社区、红轮社区、顺南社区、龙峰村、羔羊村、红花村、泡桐村、解台村、新兴村、大坪村、桂山村、黄金村、金山村、果园村村。